# Schauspielschule
Eine Schauspielschule dient der Ausbildung von Berufsschauspielern.

## Ausbildungsarten
Man unterscheidet drei Arten von Schauspielschulen:
- Staatliche Schauspielschulen (Kunsthochschulen / Fachakademien oder Berufsfachschulen in öffentlicher Trägerschaft)
- Privatrechtliche Schauspielschulen (als (höhere) Berufsfachschule bzw. Fachakademie staatlich anerkannte beziehungsweise staatlich genehmigte Ausbildungsstätten in privater Trägerschaft)
- Privatunterricht

### Ausbildungsstätten in öffentlicher Trägerschaft
Dazu zählen in erster Linie die staatlichen Hochschulen bzw. Fachakademien im deutschen Sprachraum, die den Studiengang Schauspiel anbieten.
Davon gibt es in Deutschland zwölf, in Österreich drei und in der Schweiz zwei. Außerdem gibt es außerhalb des Hochschulbereichs zwei weitere öffentlich finanzierte Ausbildungsstätten: Die Fachakademie Otto-Falckenberg-Schule in München, die von der Stadt München getragen wird, und die Berufsfachschule Theaterakademie Vorpommern in Zinnowitz der Vorpommerschen Landesbühne. In Österreich wurden vor wenigen Jahren zusätzlich zu den bestehenden Hochschulen zwei Konservatorien in Wien und Linz in den Rang von Privatuniversitäten erhoben. Sie werden von den jeweiligen Städten beziehungsweise vom Bundesland Oberösterreich getragen. Dazu kommt das Kärntner Landeskonservatorium als staatlich anerkannte postsekundäre Bildungseinrichtung. Weiterhin bietet die Universität im rumänischen Timișoara eine deutschsprachige Schauspielausbildung an.
Die Ausbildungskosten der öffentlichen Ausbildungsstätten betragen je nach Ausbildungsstätte zwischen 100 und 500 Euro pro Semester. Eine Besonderheit stellt die Theaterakademie Vorpommern dar, die keine Ausbildungskosten erhebt, sondern ihren Studenten eine Ausbildungsvergütung zahlt (Stand Sommer 2006).
An allen öffentlichen Ausbildungsstätten müssen sich die Bewerber einem meist mehrteiligen Aufnahmetest unterziehen, der eine künstlerische Grundfähigkeit sicherstellen soll. Ferner wird dadurch der Bewerberstrom kanalisiert. Es gibt zwar keine genauen Zahlen, jährlich stehen jedoch bis zu 5.000 Bewerbern etwa 300 Ausbildungsplätze gegenüber.
Die „Ständige Konferenz Schauspielausbildung“ (SKS) ist die Arbeitsgemeinschaft dieser deutschsprachigen, staatlichen oder städtischen Ausbildungsinstitute für Berufsschauspieler. Sie dient der Koordination der Aufgaben, die diesen Ausbildungsstätten übertragen sind, und fördert die Erörterung inhaltlicher und organisatorischer Fragen der Schauspielausbildung, soweit sie von überregionaler Bedeutung sind.

### Staatlich anerkannte bzw. genehmigte private Schauspielschulen
Private Schauspielschulen sind in der Regel als Berufsfachschule oder als Fachakademie anerkannt und stellen die Masse der Schauspielschulen dar. Die staatliche Anerkennung bzw. Genehmigung einer Schauspielschule ist an die Bedingungen des jeweiligen Bundeslandes gebunden.
Für den Schauspielschüler hat die staatliche Zertifizierung den Vorteil einer anerkannten Berufsausbildung. Dies wiederum ist Voraussetzung für einen Anspruch auf staatliche Ausbildungsförderung (BAföG). Die Ausbildung an einer privaten Schauspielschule kostet jährlich bis zu 7000 Euro. Dennoch sind die Anzahl der Unterrichtsstunden und die Intensität der Betreuung (Gruppen-/Einzelunterrichte) an staatlichen Ausbildungsstätten oftmals deutlich höher.
2010 haben sich erste private Schauspielschulen zu einem Verband der privaten deutschsprachigen Schauspielschulen (VdpS e. V.) zusammengeschlossen, um einheitliche Ausbildungsstandards für die Schauspielausbildung an privaten Schauspielschulen festzuschreiben. Aufgenommen werden nur Mitgliedsschulen, die sich verpflichten, Mindeststandards einzuhalten. Außerdem führt der Verband eine sogenannte Siegelprüfung für Absolventen vor einer unabhängigen Kommission aus Fachleuten durch. Der Verband setzt sich für mehr Transparenz und Qualität privater Schauspielausbildung ein.
Viele staatlich geförderte Theater halten sich zurück, Absolventen privater Schauspielschulen zu akzeptieren. Dennoch kann auch die Ausbildung an einer anerkannten privaten Schauspielschule bei gleicher persönlicher Eignung und Einsatzbereitschaft die Möglichkeit einer fundierten Ausbildung und in weiterer Folge eines erfolgreichen Berufsweges eröffnen. Beispiele aus Deutschland sind Andrea Sawatzki, Til Schweiger, Katja Flint, Wotan Wilke Möhring, Hannah Herzsprung, Thomas Kretschmann, Kai Wiesinger, Anna Loos, Julia Bremermann, Irene Clarin, Veronica Ferres, Christine Neubauer, Heiner Lauterbach, Diane Kruger, Dominic Raacke, Bettina Zimmermann, Benno Fürmann, Daniel Brühl, Gesine Cukrowski, Fred Düren, Günter Pfitzmann, Joachim Kemmer, Nicolette Krebitz, Mariella Ahrens, aus Österreich Ulrike Beimpold, Nina Blum, Karlheinz Böhm, Katharina Böhm, Konstanze Breitebner, Ulli Fessl, Georg Friedrich, Regina Fritsch, Karlheinz Hackl, Ludwig Hirsch, Elfriede Irrall, Peter Lodynski, Sylvia Lukan, Erni Mangold, Peter Matic, Adele Neuhauser, Manuel Rubey, Dolores Schmidinger, Herwig Seeböck, Werner Sobotka, Kurt Sowinetz, Krista Stadler, Oskar Werner, Barbara Wussow und Alexander Wussow.
Darüber hinaus existiert noch die Möglichkeit des privaten Schauspielunterrichts in Form von Unterrichtsstunden, die von einem einzelnen Dozenten angeboten werden.

## Situation in einzelnen Ländern

### Deutschland
Die Schauspielausbildung an staatlichen und städtischen Hochschuleinrichtungen gilt als „künstlerisches Studium“ und dauert in der Regel 8 Semester. Wie in anderen Studiengängen auch, wird an den meisten Hochschulen der bisherige Diplomabschluss (konkret: der akademische Grad „Dipl.-Schau.“) sukzessiv durch Bachelor- und Masterabschlüsse („BA“/„MA“) ersetzt.
Die Ausbildungszeit an privaten Schauspielschulen dauert drei bis vier Jahre und sollte mit einem berufsqualifizierenden Abschluss enden. Das an diesen Schauspielschulen außerhalb des Hochschulbereichs verliehene „Diplom“ entspricht nicht einem Hochschul- bzw. akademischen Grad.
Die Bühnenreifeprüfung, die man vor der Paritätischen Kommission (Deutscher Bühnenverein und Genossenschaft Deutscher Bühnen-Angehöriger – GDBA) ablegen konnte, wurde 1991 abgeschafft.
Eine Vermittlungsmöglichkeit in Theaterengagements bietet die Künstlervermittlung der ZAV (ehemals Zentrale Bühnen-, Fernseh- und Filmvermittlung ZBF) an, die mit ihren sechs Standorten ein Teil der Bundesagentur für Arbeit ist. Bei Nachweis einer einschlägigen schulischen Berufsausbildung (mindestens 3 Jahre an einer staatlichen oder staatlich anerkannten Schauspielschule) können sich Interessenten, die sich nicht über die alljährlich stattfindenden sog. Intendantenvorsprechen der Hochschulen vorstellen konnten, einen Termin für ein Vorsprechen in der Schauspielabteilung der Künstlervermittlung geben lassen. Vom Verlauf dieses Vorsprechens, bei dem die Fachvermittler eine Einschätzung der Vermittelbarkeit in professionelle Theaterengagements vornehmen, hängt es ab, ob eine Aufnahme in die Vermittlungskartei der Künstlervermittlung für die Bereiche Bühne und Film/Fernsehen erfolgen kann. Entscheidend für das berufliche Fortkommen von Schauspielern in Deutschland ist ein hohes Maß an Initiative und Engagement.

### Österreich
Vergleichbar mit der Schauspielausbildung in Deutschland gibt es akademische und nichtakademische Ausbildungswege zum Beruf des Schauspielers. Dementsprechend sind die Schauspielschulen in Privatschulen und staatliche Hochschulen zu unterscheiden. Die Hochschulen, die ein Studium des Schauspiels anbieten, gehören zu den so genannten Kunsthochschulen bzw. -universitäten. Das Studium wurde bislang mit dem akademischen Grad eines Magister Artium abgeschlossen. Allerdings stellen verschiedene Schauspieluniversitäten ihr Studium auf ein Bachelorstudium um, den ersten Schauspiel-Bachelor of Arts-Abschluss hatte die Anton Bruckner Privatuniversität Linz. Auf dem nichtuniversitären privaten Weg besteht die Möglichkeit, entweder eine staatlich anerkannte Privatschule mit Öffentlichkeitsrecht zu besuchen – derzeit ist die Schauspielschule Krauss in Wien die einzige Schauspielschule dieser Art in Österreich – oder sich über alternative Wege auf die Bühnenreifeprüfung vorzubereiten. Diese Prüfung wird in drei Teilschritten von der Paritätischen Kommission für Bühnenberufe (getragen von der Gewerkschaft younion und den österreichischen Theaterunternehmerverbänden) abgenommen. Sie gilt als arbeitsrechtliche Zulassung zum Schauspielberuf gemäß dem Kollektivvertrag für Schauspieler – stellt jedoch keinen staatlich anerkannten Bildungsabschluss im Sinne des Schulrechts dar, ersetzt keine formale Ausbildung und ist auch nicht mit einem akademischen Grad gleichgestellt.

### Schweiz
Hier wurde als erstes Land in Europa die Ausbildung zum Schauspieler auf das Bachelor- und Master-System umgestellt. Die deutschsprachigen staatlichen Hochschulen gibt es in Bern und in Zürich, eine französischsprachige in Lausanne und eine italienischsprachige in Verscio. Die beiden deutschsprachigen staatlichen Schauspielschulen der Schweiz an der ZHdK in Zürich und der HKB in Bern kennen eine Altersbegrenzung bei der Aufnahme neuer Studenten für die Ausbildung zum Schauspieler, welche aktuell bei 30 Jahren (Zürich) bzw. 27 Jahren (Bern) liegt.
Die EFAS mit Sitz in Zürich ist die älteste Filmschauspielschule Europas. Seit 1990 bildet sie als Privatschule junge Talente für eine Tätigkeit bei Film und Fernsehen aus.
Seit 2012 unterrichtet die Stage Academy of Switzerland im nebenberuflichen Verfahren meist noch sehr junge, angehende Schauspieler. Das neue Unterrichtskonzept sieht vor, die Schüler zusätzlich zum regulären Schauspielstudium noch in Gesang zu schulen. Die Academy liegt in der Innenstadt von Zürich.
Die private Ausbildungsstätte „Schauspielschule Zürich“ wurde nach 50-jähriger Tätigkeit in die Ausbildungsstruktur der SAMTS StageArt Musical & Theatre School in Adliswil bei Zürich integriert. Die SAMTS bietet neben einer nebenberuflichen Schauspielausbildung auch eine nebenberufliche Musicalausbildung. Eine der bekanntesten Absolventen ist die Hollywood-Schauspielerin Sabrina Kern.
In der privaten Schauspielschule Basel werden seit 2010 Sprachgestaltung, Schauspiel und Regie in einem Vollzeitstudium bis zur Bühnenreife studiert. Eine Besonderheit dieser Schule besteht darin, dass sich die Studenten nach einem gemeinsamen Vorkurs entscheiden können, ob sie das Aufbaustudium und den Abschluss entweder in Regie, Schauspiel oder als Sprachgestalter machen wollen.

### Südtirol
Einzige Schauspielschule in Südtirol war die 2015 geschlossene Theaterschule Bruneck. Die 3-jährige Ganztagesausbildung wurde vom Stadttheater Bruneck getragen und vom Europäischen Sozialfonds, der Südtiroler Landesregierung und dem Italienischen Sozialministerium finanziert und war deshalb kostenlos. Die für die Bühnenreife vorgesehenen Prüfungen wurden in Wien von der Paritätischen Prüfungskommission der Gewerkschaft KMSfB (Kunst, Medien, Sport, freie Berufe) und der österreichischen Theaterunternehmerverbände abgenommen.

## Deutschsprachige Schauspielschulen

### Ausbildungsstätten mit Hochschul- bzw. Fachakademie-Abschluss
Deutschland
- Hochschule für Schauspielkunst „Ernst Busch“ in Berlin
- Universität der Künste Berlin – Fakultät Darstellende Künste, Studiengang Schauspiel
- Alanus Hochschule für Kunst und Gesellschaft Alfter bei Bonn – Fachbereich Darstellende Kunst, Fachgebiet Schauspiel, Studiengang Schauspiel
- Folkwang Universität der Künste, Studiengang Schauspiel Bochum (zusammengelegt aus Westfälische Schauspielschule Bochum und Schauspielstudiengang der ehem. Folkwang-Hochschule Essen)
- Hochschule für Musik und Darstellende Kunst Frankfurt am Main, Fachbereich Darstellende Kunst
- Hochschule für Musik und Theater Hamburg, Fachbereich 7 – Schauspiel
- Hochschule für Musik, Theater und Medien Hannover, Studienbereich Schauspiel
- Hochschule für Musik und Theater „Felix Mendelssohn Bartholdy“ Leipzig, Fakultät II., Schauspielinstitut „Hans Otto“
- Akademie für Darstellende Kunst Baden-Württemberg in Ludwigsburg, Studiengang Schauspiel
- Bayerische Theaterakademie August Everding / Hochschule für Musik und Theater München, Studiengang Schauspiel
- Otto-Falckenberg-Schule München, Fachakademie für darstellende Kunst der Landeshauptstadt München
- Athanor Akademie Passau, Fachakademie für Schauspiel und Regie in Theater und Film
- Filmuniversität Babelsberg „Konrad Wolf“ in der Landeshauptstadt Potsdam, Fachbereich 1 – Studiengang Schauspiel
- Akademie für Darstellende Kunst Bayern in Regensburg (Fachakademie)
- Hochschule für Musik und Theater Rostock, Institut Schauspiel
- Staatliche Hochschule für Musik und Darstellende Kunst Stuttgart, Fakultät IV; Bereich: Schauspiel
- Theaterakademie Vorpommern in Zinnowitz (höhere Berufsfachschule)

Österreich
- Universität für Musik und darstellende Kunst Graz, Institut 9 Schauspiel
- Diplomstudium Schauspiel am Kärntner Landeskonservatorium, Klagenfurt
- Institut für Schauspiel an der Anton Bruckner Privatuniversität Linz für Musik, Schauspiel und Tanz
- Mozarteum in Salzburg
- Universität für Musik und darstellende Kunst Max-Reinhardt-Seminar Wien, Abteilung Schauspiel und Regie
- Musik und Kunst Privatuniversität der Stadt Wien, Abteilung 10, Schauspiel

Schweiz
- Hochschule der Künste Bern, Fachbereich Theater
- Zürcher Hochschule der Künste, Departement Darstellende Künste und Film
- Accademia Teatro Dimitri, Hochschule für Bewegungstheater
- HETSR La Manufacture, Haute Ecole de Théâtre de Suisse Romande

Rumänien
- Deutschsprachiges Schauspielstudium an der Universität des Westens Timișoara

### Staatlich anerkannte Ausbildungsstätten (nach Standort alphabetisch geordnet)
Deutschland
- Theaterschule Aachen für Schauspiel, Regie und Musical, anerkannte Berufsfachschule, BAföG-berechtigt
- Berliner Schule für Schauspiel
- Die Etage – Schule für die Darstellenden Künste e. V. Berlin
- eti Schauspielschule Berlin (Träger: Europäisches Theaterinstitut Berlin)
- Filmschauspielschule Berlin
- INAC Theaterakademie, Berlin (Berufsfachschule)
- Michael Tschechow Studio Berlin
- Reduta Berlin Schauspielschule für Theater und Film, Berlin
- Schauspielschule Charlottenburg – Berlin
- Schauspielschule „Der Kreis“ (Fritz-Kirchhoff-Schule), Berlin
- Solara – Schule für Bühnenkunst und schöpferische Entfaltung – Berlin (1985–2007: Berliner Schule für Bühnenkunst und unternehmerische Fähigkeiten)
- Starter – Schauspielschule für Film und Fernsehen Berlin
- Theakademie, Berlin (Berufsfachschule)
- Transform Schauspielschule Berlin
- Musikalische Schauspielschule (MuSS), Bielefeld
- Theaterakademie Sachsen, Delitzsch (Berufsfachschule)
- Artemis Schauspielstudio, Zweigstelle Essen
- Stage & Musical School Frankfurt am Main
- Schauspielschule Frankfurt (Oder)
- Freiburger Schauspielschule im E-Werk
- Artrium Schauspielschule Hamburg, Berufsfachschule für Bühne und Film
- Bühnenstudio der darstellenden Künste – Hamburg
- Freie Schauspielschule Hamburg
- Schauspiel-Studio Frese Hamburg
- Schule für Schauspiel – Hamburg
- Stage School Hamburg
- Schauspielschule Kassel, Kassel
- Schauspielschule Koblenz, S/KO
- iaf – Internationale Akademie für Filmschauspiel, Köln
- Acting Studio Cologne, Köln
- Arturo Schauspielschule Köln
- Deutsches Zentrum für Schauspiel und Film Köln
- Film Acting School Cologne Köln
- First Take Schauspielakademie Köln (Berufsfachschule)
- Schauspielschule der Keller Köln (ehemals Schule des Theaters im Theater der Keller)
- Theaterakademie Köln (Berufsfachschule)
- Artemis Schauspielstudio, Zweigstelle Leipzig
- Schauspielschule Leipzig, Leipzig (Berufsfachschule)
- On Stage Akademie für Schauspielkunst Ludwigsburg (Berufsfachschule)
- Theaterakademie Mannheim (Berufsfachschule)
- Medienakademie Thüringen Meuselwitz (Kreis Altenburg) (Berufsfachschule)
- Musical Arts Academy of the performing Arts
- Schauspielschule Mainz
- Artemis Schauspielstudio, München (Hauptsitz)
- München Film Akademie
- ISSA Internationale Schule für Schauspiel und Acting, München
- Neue Münchner Schauspielschule
- Schauspielschule Zerboni, München
- TheaterRaum München
- Theaterschule Yorick, München
- Ruhrakademie, Schwerte
- Academy of Stage Arts Oberursel/Taunus (Berufsfachschule)
- Schauspielschule Siegburg (Berufsfachschule)
- Internationale Schauspielakademie CreArte Stuttgart (Berufsfachschule)
- Live act Akademie der Schauspielkunst Stuttgart
- Theater-Akademie-Stuttgart (Berufsfachschule)
- Adk-ulm Akademie für Darstellende Kunst in Ulm
- Wiesbadener Schule für Schauspiel / Schauspielschule Genzmer e. V., Wiesbaden

Österreich
- Schauspielschule Krauss, 1010 Wien – Österreichs einzige private Schauspielschule mit Öffentlichkeitsrecht
- Schauspielakademie Elfriede Ott, 1030 Wien
- Open Acting Academy, 1050 Wien
- Performing Center Austria, 1070 Wien (Musical)
- Schauspielschule Pygmalion, 1080 Wien
- filmacademy, Wien - dauerhaft geschlossen
- Schauspielschule am Prayner Konservatorium, Wien - dauerhaft geschlossen
- Schauspielschule am Schauspielhaus, 5020 Salzburg
- Artemis Schauspielstudio, Zweigstelle 6020 Innsbruck

Schweiz
- EFAS European Film Actor School, Zürich
- Stage Academy of Switzerland, Zürich

## Fremdsprachige Schauspielschulen
Frankreich
- Conservatoire national supérieur d’art dramatique
- Les Cours Florent
- L’École Internationale de Théâtre Jacques Lecoq von Jacques Lecoq
- École nationale supérieure des arts et techniques du théâtre (ENSATT)

 Großbritannien
- Royal Academy of Dramatic Art (RADA) in London, England
- Royal Conservatoire of Scotland (RCS, bis 2011 Royal Scottish Academy of Music and Drama/RSAMD) in Glasgow, Schottland
- Central School of Speech and Drama (CSSD) in London, England
- East 15 Acting School in Essex/Greater London/Southend-on-Sea, England
- GSA Conservatoire (Guildford School of Acting) in Guildford, Surrey, England
- Academy of Live and Recorded Arts in London, England

 Italien
- Accademia nazionale d’arte drammatica, Rom (staatlich, gegr. 1936 bzw. 1921)
- Accademia dei filodrammatici, Mailand (privat, gegr. 1805)

 Kanada
- Methodica Acting Studio for Film and Theatre

 Polen
- Staatliche Hochschule für Film, Fernsehen und Theater Łódź

 Schweiz
- Accademia Teatro Dimitri (Hochschule für Bewegungstheater), Verscio (angeschlossen an die Hochschule SUPSI Scuola universitaria professionale della Svizzera italiana)
- Haute Ecole de Théâtre de Suisse Romande, Lausanne

 Vereinigte Staaten von Amerika (USA)
- American Academy of Dramatic Arts (AADA) in New York
- American Musical and Dramatic Academy (AMDA) in New York und Los Angeles
- Lee Strasberg Theatre and Film Institute für Spiel- und Fernsehfilme
- Stella Adler Studio of Acting, New York
- Schauspielschule von John Strasberg in New York